# جنا شیلاچی
جنا شیلاچی (انگلیسی: Jenna Schillaci؛ زادهٔ ۲۱ مارس ۱۹۸۴) بازیکن فوتبال اهل بریتانیا است.